# Terror nocturno
El terror, pavor o temor nocturno es un trastorno de sueño que se caracteriza por producir un terror extremo y un estado de inhabilidad para recuperar la consciencia completamente. En este estado, la persona no tiene control de sus movimientos.
Se produce sobre todo en niños pequeños durante las primeras horas de sueño, en las fases de onda lenta.
El niño (o adulto) grita de forma súbita, presentando un despertar de tipo vegetativo con sudoración, taquicardia e hiperventilación. Puede ser difícil de despertar y rara vez recuerda el episodio al despertarse por la mañana.
Las crisis recidivantes son raras y el tratamiento suele estar basado en medidas para tranquilizar al paciente por parte de los padres. Tanto el terror nocturno como el sonambulismo son alteraciones del despertar. Por el contrario, la pesadilla se produce durante el sueño REM y provoca un despertar completo con memoria por parte del paciente del episodio desagradable asociado con el sueño. También puede llamarse "síndrome Eserenol", que es cuando afecta a personas mayores.

## Descripción
El terror nocturno o pavor nocturnus es una parasomnia o trastorno del sueño que provoca sentimientos de terror o temor y que se produce normalmente en las primeras horas del sueño durante las fases 3 o 4 del sueño sin movimientos oculares rápidos (NMOR) Los terrores nocturnos suelen ocurrir en períodos entre el estado de alerta del sueño y el sueño delta, también conocido como sueño de ondas lentas
, y es durante la primera mitad de un ciclo de sueño, cuando el sueño delta se produce con mayor frecuencia, lo que indica que las personas con una actividad más frecuente de sueño delta son más propensas a padecer terrores nocturnos. Sin embargo, también pueden ocurrir durante las siestas diurnas.
Los terrores nocturnos son conocidos desde la antigüedad, aunque no fue posible diferenciarlos de las pesadillas comunes sino hasta que se descubrió el movimiento rápido de los ojos.  Mientras las pesadillas (malos sueños que provocan sentimientos de horror o miedo) son relativamente comunes en la infancia, los terrores nocturnos ocurren con menos frecuencia según la American Academy of Child and Adolescent Psychiatry. La prevalencia de episodios de terror nocturno se ha estimado en 1% el y el 6% en los niños y en menos del 1% de los adultos. Los terrores nocturnos pueden confundirse a menudo con el trastorno del despertar confuso o con la parálisis del sueño dos trastornos completamente diferentes. Suelen comenzar entre las edades de 3 y 12 años y por lo general se disiparán durante la adolescencia. Entre los adultos ocurren con más frecuencia entre los 20 y los 30 años. A pesar de que la frecuencia y la severidad varían entre los individuos, los episodios pueden ocurrir en intervalos de días o semanas, en noches consecutivas o varias veces en una noche. Los terrores nocturnos son en gran parte desconocidos para la mayoría de las personas, creando la noción de que cualquier tipo de ataque nocturno o una pesadilla puede ser confundida y diagnosticada como un terror nocturno.

## Características asociadas
La característica universal de los terrores nocturnos es el desconsuelo. Durante los episodios de terror nocturno los pacientes suelen “levantarse sobre la cama en posición vertical” con los ojos bien abiertos, con una mirada de miedo y pánico en su cara, a menudo profiriendo un grito. Además, por lo general, presentan sudoración, respiración y frecuencia cardíaca rápidas (signos autonómicos). En algunos casos, los individuos son propensos a presentar una actividad motora más elaborada, similar a un forcejeo o lucha con las extremidades, que puede incluir puñetazos, patadas, balanceos y reflejos de huida y ataques.
Hay una sensación de que la persona está tratando de protegerse a sí misma y/o escapar de una posible amenaza que puede conducir a un daño físico de la persona. Aunque parece que los niños están despiertos durante un terror nocturno, ellos parecerán confundidos, inconsolables o no responderán a los intentos de comunicarse con ellos, e incluso pueden no reconocer a sus familiares.
En ocasiones, cuando se despierta abruptamente a una persona con un terror nocturno, puede repentinamente atacar a la persona que lo hizo, lo que puede ser peligroso. La mayoría de las personas que sufren este trastorno sufren de amnesia o amnesia parcial al día siguiente del incidente. El sonambulismo y los terrores nocturnos son diferentes manifestaciones del mismo desorden o parasomnia.
Se sabe que durante las pruebas de laboratorio, los sujetos tienen voltajes muy altos de electroencefalografía (EEG) y de actividad delta, además de un incremento en el tono muscular y un aumento del doble (o más) de la frecuencia cardíaca. Cuando se utiliza un EEG las actividades cerebrales durante un episodio típico muestran una actividad theta y alfa. También es común ver que la excitación brusca del sueño NREM no progrese en un episodio completo de un terror nocturno. Estos episodios pueden incluir taquicardia. Los terrores nocturnos también están asociados con la descarga autonómica intensa de taquipnea, rubor, diaforesis y midriasis.
Entre los niños con terror nocturno no hay mayor incidencia de diagnósticos psiquiátricos. Sin embargo, en los adultos que sufren de este trastorno, existe una asociación estrecha con otras psicopatologías o trastornos mentales. Puede haber una mayor incidencia del trastorno de terror nocturno particularmente en adultos que han sufrido el trastorno por estrés postraumático o PTSD y el trastorno de ansiedad generalizada.
También es probable que algunos trastornos de la personalidad puedan presentarse en personas con trastorno de terror nocturno, tales como el trastorno de la personalidad por dependencia, esquizoide y el trastorno límite de la personalidad. Se ha observado que en los individuos que han sufrido frecuentes terrores nocturnos se han producido incrementos en algunos de los síntomas de depresión y la ansiedad. La hipoglucemia se asocia por igual en pacientes pediátricos como adultos con terrores nocturnos. Un estudio realizado en adultos con lesiones en el tálamo del cerebro y en el tronco del encéfalo ha asociado ocasionalmente estos trastornos con la ocurrencia de terrores nocturnos. Los terrores nocturnos están estrechamente vinculados al sonambulismo y a la epilepsia del lóbulo frontal.

## Características genéticas y culturales
Existe evidencia de que una predisposición a terrores nocturnos y otros trastornos del sueño (parasomnias) puede ser congénita. Los pacientes con este padecimiento frecuentemente informan que otros miembros de su familia y ancestros tuvieron episodios de terrores nocturnos y/o sonambulismo. En algunos estudios, se ha observado un aumento de 10 veces en la prevalencia de la enfermedad en parientes de primer grado biológicos, sin embargo, la causa hereditaria precisa no se conoce.
El descubrimiento de agregación familiar sugiere que hay un modo de herencia autosómica Además, algunos hallazgos de laboratorio sugieren que la privación del sueño y tener fiebre pueden aumentar la probabilidad de que un episodio de terror ocurra. Otros factores incluyen el asma nocturno, el reflujo gastroesofágico y efectos secundarios de medicaciones para el sistema nervioso central. Se deben tomar consideraciones especiales cuando el sujeto sufre de narcolepsia, dado que podría haber una relación entre ambos trastornos. No se han producido resultados que muestran una diferencia cultural entre las manifestaciones de los terrores nocturnos, aunque se cree que la interpretación de la importancia y la causas de los terrores nocturnos son diferentes entre culturas.
Además, los niños mayores y los adultos proporcionan imágenes muy detalladas y descriptivas asociadas a sus terrores nocturnos que los niños más pequeños, que o bien no pueden recordar o sólo recuerdan vagamente lo ocurrido. Los terrores nocturnos en los niños también tienen más probabilidad de ocurrir en hombres que en mujeres; en los adultos, la relación entre los sexos es igual. En un amplio estudio de gemelos, tanto monocigóticos como dicigóticos fueron examinados y se encontró y demostró una alta tasa de concordancia de terrores nocturnos para los gemelos monocigóticos que en los gemelos dicigóticos.
Aunque los síntomas del terror nocturno son similares en los adolescentes y los adultos, la  etiología, prognosis y tratamiento son cualitativamente diferentes. Existe cierta evidencia que sugiere que los terrores nocturnos pueden ocurrir si el paciente no come una dieta adecuada, no recibe la cantidad adecuada o calidad de sueño (por ejemplo, apnea del sueño), o está sufriendo eventos estresantes en su vida. Los terrores nocturnos en adultos son mucho menos comunes y a menudo responden mejor a los tratamientos que al tratar de subsanar la causa de la mala calidad o la cantidad de sueño.

## Diagnóstico DSM-IV-TR
Los criterios de diagnóstico DSM-IV-TR para el  Trastorno de Terror Nocturno son:
- Períodos recurrentes en los que el individuo se despierta abruptamente con un grito.
- El individuo experimenta un intenso miedo y los síntomas de un despertar autonómico; tales como el aumento de la frecuencia cardiaca, la respiración pesada y el aumento de la transpiración.
- El individuo no se puede calmar o ser consolado durante el episodio.
- El individuo es incapaz de recordar detalles del sueño, los detalles del episodio o ambos.
- La aparición del episodio de terror nocturno causa un malestar “clínicamente significativo” o un deterioro en el funcionamiento del individuo.
- La alteración no se debe a los efectos de una sustancia o condición médica general.

## Adultos
Los terrores nocturnos en los adultos se han reportado en todos los rangos de edad. A pesar de la sintomatología de los terrores nocturnos en adolescentes y adultos son similares, la etiología, la prognosis y el tratamiento son cualitativamente diferentes. Los terrores nocturnos pueden ocurrir cada noche si el paciente no come una dieta adecuada, no obtiene la cantidad o la calidad adecuada de sueño (por ejemplo, apnea del sueño), está soportando o se encuentra en situaciones de estrés o si está diagnosticado y permanece sin tratarse.
El síndrome de terror nocturno en adultos es menos común y a menudo responde a los tratamientos para corregir las causas de la mala calidad o la cantidad de sueño. No hay evidencia científica que permita concluir sin lugar dudas de que exista o no un vínculo entre los terrores nocturnos y las enfermedades mentales. Un estudio realizado sobre terror nocturno en adultos mostró que los síntomas psiquiátricos prevalecen en la mayoría de los pacientes que experimentan terrores nocturnos haciendo alusión a la comorbilidad de los dos. Existe cierta evidencia empírica que apunta a una relación entre el síndrome de terror nocturno en adultos y la hipoglucemia.
Cuando un terror nocturno ocurre, es típico que la persona se pueda despertar a sí misma gritando, pateando y muchas veces no pudiendo reconocer lo que está diciendo (glosolalia). A menudo, la persona puede incluso salir corriendo de la casa (más común entre los adultos) lo que a su vez puede dar lugar a acciones violentas. Se ha encontrado, que en algunos adultos que habían estado  un largo plazo en terapia intratecal con clonidina presentaron como efectos laterales el síndrome de terror nocturno, así como sentimientos de terror al principio del ciclo sueño. Esto es debido a la posible alteración de la concentración de cerebral/cortical de clonidina.
En los adultos, los terrores nocturnos pueden ser un síntoma de enfermedad neurológica y puede investigar más a fondo a través de una imagen por resonancia magnética.

## Niños
El trastorno del sueño del terror nocturno normalmente se presenta en niños entre las edades de tres a doce años, con un pico de aparición en niños de tres años y medio de edad.
Se estima que de un 1 a 6% de los niños experimentan alguna vez terrores nocturnos. Los niños y las niñas de todos los orígenes se ven afectados por igual. El trastorno suele desaparecer en la adolescencia. La interrupción del sueño es la preocupación más frecuente de los padres durante los primeros años de la vida de un niño. La mitad de todos los niños desarrollan un patrón de sueño alterado suficientemente grave como para necesitar asistencia médica. En los niños menores de tres años y medio de edad, la frecuencia máxima de los terrores nocturnos es por lo menos un episodio por semana. Entre los niños mayores de esa edad, la frecuencia máxima de los terrores nocturnos es uno o dos episodios por mes. Los niños que experimentan terrores nocturnos pueden ser ayudados mediante una evaluación pediátrica. Durante esta evaluación, el pediatra también puede ser capaz de excluir otros posibles trastornos que pueden provocar los terrores nocturnos.
En algunos casos estos terrores nocturnos en los niños suelen ser causados por traumas a lo largo del día o bien si en su casa hay un ambiente conflictivo, particularmente si no existe armonía en el matrimonio de sus padres y más si hay amenaza de separación o divorcio.

## Tratamiento
Tranquilizarse casi siempre ayuda a superar este trastorno y es muy importante para el tratamiento. Existen indicios de que los terrores nocturnos pueden resultar de estar demasiado cansado o de sufrir fatiga crónica, en tales casos, es conveniente intervenir en los hábitos de sueño mediante la creación de un horario fijo, esto puede aumentar las posibilidades de un sueño reparador.
Si los terrores nocturnos se vuelven crónicos, cierta evidencia sugiere que el paciente debe ser despertado de su sueño justo antes del momento en que suelen producirse los terrores para interrumpir el ciclo del sueño. En algunos casos, un niño que tiene terror nocturno requerirá mayor comodidad y tranquilidad durante el día y antes de acostarse. La psicoterapia o asesoramiento con especialistas puede ser útil en muchos casos. Se pueden utilizar antes de dormir medicamentos con benzodiazepina (por ejemplo, diazepam), que a menudo reducen la aparición de los terrores nocturnos. Sin embargo, en niños, rara vez se recomienda la medicación para tratar este trastorno. La prevalencia del síndrome de terror nocturno es desconocida o poco clara, dado que ha habido muy pocos estudios epidemiológicos en la historia.